# Campeonato Mundial de Halterofilia de 2001
El LXXI Campeonato Mundial de Halterofilia se celebró en Antalya (Turquía) entre el 4 y el 11 de noviembre de 2001 bajo la organización de la Federación Internacional de Halterofilia (IWF) y la Federación Turca de Halterofilia.
Participaron en total 267 halterófilos (153 hombres y 114 mujeres) de 47 federaciones nacionales afiliadas a la IWF.

## Medallistas

### Masculino
| Evento  | Oro                                                      | Plata                                                       | Bronce                                           |
| ------- | -------------------------------------------------------- | ----------------------------------------------------------- | ------------------------------------------------ |
| 56 kg   | Halil Mutlu Turquía 138,5 + 162,5 = 300,0                | Wang Shin-Yuan China Taipéi 122,5 + 157,5 0= 280,0          | William Vargas · Cuba · 127,5 + 150,0 = 277,5    |
| 62 kg   | Henadzi Aliashchuk · Bielorrusia · 137,5 + 181,0 = 317,5 | Li Yinglong China 142,5 + 162,5 = 305,0                     | Stefan Gueorguiev Bulgaria 135,0 + 167,5 = 302,5 |
| 69 kg   | Galabin Boevski Bulgaria 150,0 + 190,0 = 340,0           | Yorgos Tzelilis · Grecia · 150,0 + 185,0 = 335,0            | Reyhan Arabacıoğlu Turquía 155,0 + 180,0 = 335,0 |
| 77 kg   | Nader Sufian Abbas Catar 162,5 + 202,5 = 365,0           | Oleg Perepechonov · Rusia · 160,0 + 200,0 = 360,0           | Mohamad Barjah Irán 162,5 + 197,5 = 360,0        |
| 85 kg   | Guiorgui Asanidze Georgia 180,0 + 210,0 = 390,0          | Aliaxandr Anishchanka · Bielorrusia · 177,5 + 207,5 = 385,0 | Milen Dobrev Bulgaria 175,0 + 207,5 = 382,5      |
| 94 kg   | Kurush Bagheri Irán 185,0 + 222,5 = 407,5                | Nizami Paşayev Azerbaiyán 182,5 + 222,5 = 405,0             | Szymon Kołecki · Polonia · 172,5 + 230,0 = 402,5 |
| 105 kg  | Vladimir Smorchkov · Rusia · 197,5 + 225,0 = 422,5       | Bünyami Sudaş Turquía 185,0 + 235,0 = 420,0                 | Ihor Razoronov · Ucrania · 187,5 + 230,0 = 417,5 |
| +105 kg | Jaber Saeed Salem Catar 210,0 + 250,0 = 460,0            | Roman Meshcheriakov · Rusia · 205,0 + 240,0 = 445,0         | Andrei Chemerkin · Rusia · 200,0 + 242,50 = 442. |

1. 1 2 3  Arrancada (kg) + dos tiempos (kg) = total olímpico (kg).

### Femenino
| Evento | Oro                                                    | Plata                                              | Bronce                                             |
| ------ | ------------------------------------------------------ | -------------------------------------------------- | -------------------------------------------------- |
| 48 kg  | Gao Wei China 85,0 + 105,0 = 190,0                     | Blessed Udoh Nigeria 75,0 + 100,0 =175,0           | Chen Han-Tung China Taipéi 75,0 + 95,0 = 170,0     |
| 53 kg  | Li Feng-Ying China Taipéi 95,0 + 115,0 = 210,0         | Qiu Hongxia China 92,5 + 115,0 = 207,5             | Alexandra Escobar · Ecuador · 90,0 + 115,0 = 205,0 |
| 58 kg  | Aleksandra Klejnowska · Polonia · 92,5 + 122,5 = 215,0 | Liu Bing China 95,0 + 117,5 = 212,5                | Marieta Gotfryd · Polonia · 95,0 + 107,5 = 202,5   |
| 63 kg  | Xiao Ying China 105,0 + 125,0 = 230,0                  | Anastasía Tsakiri · Grecia · 102,5 + 125,0 = 227,5 | Kuo Ping-Chun China Taipéi 102,5 + 125,0 = 227,5   |
| 69 kg  | Valentina Popova · Rusia · 115,0 + 142,5 = 257,7       | Svetlana Jabirova · Rusia · 110,0 + 140,0 = 250,0  | Eszter Krutzler · Hungría · 110,0 + 135,0 = 240,0  |
| 75 kg  | Gyöngyi Likerecz · Hungría · 116,0 + 140,0 = 255,0     | Şule Şahbaz Turquía 112,5 + 135,0 = 247,5          | Cao Chunyan China 107,5 + 135,0 = 242,5            |
| +75 kg | Albina Jomich · Rusia · 127,5 + 155,0 = 282,5          | Agata Wróbel · Polonia · 125,0 + 150,0 = 275,0     | Chen Hsiao-Lien China Taipéi 117,5 + 145,0 = 262,5 |

1. 1 2 3  Arrancada (kg) + dos tiempos (kg) = total olímpico (kg).

## Medallero
| Núm. | País         | Oro | Plata | Bronce | Total |
| ---- | ------------ | --- | ----- | ------ | ----- |
| 1    | Rusia        | 3   | 3     | 1      | 7     |
| 2    | China        | 2   | 3     | 1      | 6     |
| 3    | Catar        | 2   | 0     | 0      | 2     |
| 4    | Turquía      | 1   | 2     | 1      | 4     |
| 5    | China Taipéi | 1   | 1     | 3      | 5     |
| 6    | Polonia      | 1   | 1     | 2      | 4     |
| 7    | Bielorrusia  | 1   | 1     | 0      | 2     |
| 8    | Bulgaria     | 1   | 0     | 2      | 3     |
| 9    | Hungría      | 1   | 0     | 1      | 2     |
| 9    | Irán         | 1   | 0     | 1      | 2     |
| 11   | Georgia      | 1   | 0     | 0      | 1     |
| 12   | Grecia       | 0   | 2     | 0      | 2     |
| 13   | Azerbaiyán   | 0   | 1     | 0      | 1     |
| 13   | Nigeria      | 0   | 1     | 0      | 1     |
| 15   | Cuba         | 0   | 0     | 1      | 1     |
| 15   | Ecuador      | 0   | 0     | 1      | 1     |
| 15   | Ucrania      | 0   | 0     | 1      | 1     |
|      | TOTAL        | 15  | 15    | 15     | 45    |